# Rodolf Sirera Turó
Rodolf Sirera Turó (València, 26 de febrer de 1948) és un traductor, guionista, dramaturg, assessor i gestor públic valencià. La seua tasca està vinculada a la renovació del teatre valencià, del qual és teòric, crític, investigador i editor. Va estudiar història i filologia hispànica a la Universitat de València, i de 1984 a 1988 fou director de música, teatre i cinema de la Conselleria de Cultura de la Generalitat Valenciana.

## Obra literària
L'any 1972 va formar el grup El Rogle amb l'objectiu de muntar exclusivament teatre en valencià i cercant-ne la professionalització. Col·laborador de Gorg, Cartelera Turia, Destino, Primer Acto, Valencia Semanal, El Temps o amb intents d'intervenció a les institucions: la Diputació de València i l'Institut del Teatre de la Institució Alfons el Magnànim. La seua ha sigut una posició especial, sovint poc favorable, que ha aconseguit difondre uns determinats models i imposar unes zones de teatre en valencià a València.
En el camp del teatre ha esdevingut l'intel·lectual més important des de la democràcia en la societat valenciana. La seua obra més editada i traduïda ha sigut El Verí del Teatre (1978) i és la que li va possibilitar accedir a l'escena espanyola i internacional.
La seua tasca li ha valgut nombrosos premis, el Crítica Serra d'Or per Plany en la mort d'Enric Ribera (1975), El brunzir de les abelles (1977), Bloody Mary Show (1981 i Cavalls de mar (1989), el Premi Born de Teatre (1993), el Premi Nacional de Teatre concedit per la Generalitat de Catalunya el 1997 per la seva obra Maror i l'any 2000 el Premi Cavall Verd Jaume Vidal Alcover de teatre per la seua obra Punt de Fuga.
Interessat per la televisió ha desenvolupat els guions de les sèries Herència de sang (Canal 9, 1995), Nissaga de Poder (TV3, 1996), Temps de silenci (TV3, 2001 juntament amb Gisela Pou Valls i Enric Gomà Ribes), Amar en tiempos revueltos (TVE, 2005) i Mar de fons (TV3, 2006).
Ha estat guardonat en dues ocasions amb el Premi MAX:
- 2006: Millor autor teatral en català o valencià per Raccord
- 2007: Millor autor teatral en català o valencià per El verí del teatre

## Obres publicades
- 1972: Homenatge a Florentí Montfort, amb Josep Lluís Sirera Turó. Barcelona: Edicions 62
- 1974: Plany en la mort d'Enric Ribera. Madrid: Pipirijaina Textos
- 1975: La pau (retorna a Atenes). Barcelona: Ed. 62
- 1976: El còlera dels déus, amb Josep Lluís Sirera Turó. València: Eliseu Climent/3i4
- 1977: El capvespre del tròpic, amb Josep Lluís Sirera Turó. València: Eliseu Climent/3i4
- 1977: Tres variacions sobre el joc dels miralls. Barcelona: Ed. 62
- 1977: El brunzir de les abelles, amb Josep Lluís Sirera Turó. València: Eliseu Climent/3i4
- 1978: Memòria general d'activitats. Barcelona: Ed. 62
- 1978: L'assassinat del doctor Moraleda. El verí del teatre. Barcelona: Ed. 62
- 1980: Bloody Mary Show. Barcelona: Ed. 62
- 1984: Arnau. Barcelona: Institut del Teatre
- 1985: La primera de la classe. Barcelona: Ed. 62
- 1987: Funció de gala. València: Eliseu Climent/3i4
- 1987: Tres farses populars sobre l'astúcia. València: Eliseu Climent/3i4
- 1988: Cavalls de mar, amb Josep Lluís Sirera Turó. Barcelona: Ed. 62
- 1990: Indian Summer. Alzira: Bromera
- 1991: El teatre a l'escola, amb Manel Cubedo Capella. València: Conselleria de Cultura, Educació i Ciència
- 1991: La partida, amb Josep Lluís Sirera Turó. Alacant: Ajuntament
- 1992: El triomf de Tirant, amb Josep Lluís Sirera Turó. València: IVEI Alfons el Magnànim
- 1993: El verí del teatre. Lleida: Pagès
- 1994: La ciutat perduda, amb Josep Lluís Sirera Turó. València: Eliseu Climent/3i4
- 1995: La caverna. Barcelona: Lumen
- 1995: La princesa del desert. Alzira: Bromera
- 1996: Maror: les regles del gènere. Barcelona: Ed. 62
- 1999: Punt de fuga. Barcelona: Ed. 62
- 2000: Silenci de negra, amb Josep Lluís Sirera Turó. València: Eliseu Climent/3i4
- 2005: Raccord. Barcelona: Proa - Teatre Nacional de Catalunya
- 2006: Benedicat, amb Josep Lluís Sirera. València: 3i4
- 2006: El dia que Bertold Brecht va morir a Finlàndia, amb Josep Lluís Sirera. València: Universitat de València
- 2015: Trio. Alzira: Bromera